# Ian Veneracion
Ian Veneracion (Filipinas, 7 de fevereiro de 1973) é um ator filipino da ABS-CBN.

## Filmografia

### Televisão
| Ano       | Título                                                       | Papel                         | Rede/Canal  |
| --------- | ------------------------------------------------------------ | ----------------------------- | ----------- |
| 2013      | Pangako Sa ’Yo                                               |                               | ABS-CBN     |
| 2013      | Got to Believe                                               |                               | ABS-CBN     |
| 2013      | Kailangan Ko'y Ikaw                                          | Red Manrique                  | ABS-CBN     |
| 2011      | Maalaala Mo Kaya: Bibliya                                    | Bong                          | ABS-CBN     |
| 2011–2012 | María la del Barrio                                          | Fernando de la Vega           | ABS-CBN     |
| 2011      | I Heart You, Pare!                                           | Ramon Castillo                | GMA Network |
| 2010      | Jillian: Namamasko Po                                        | Migs                          | GMA Network |
| 2010      | First Time                                                   | Robert Gomez                  | GMA Network |
| 2009      | Totoy Bato                                                   | Miguel Velarde                | GMA Network |
| 2009      | Sana Ngayong Pasko                                           | Doctor Emmanuel               | GMA Network |
| 2008      | Joaquin Bordado                                              | Jerome Apacible/Miguel Aguila | GMA Network |
| 2008      | Obra: Stella .45                                             | Arman                         | GMA Network |
| 2007      | Lastikman                                                    | Agaddon                       | ABS-CBN     |
| 2007      | Mga Mata ni Anghelita                                        | Tikwalin                      | GMA Network |
| 2007      | Mga Kuwento Ni Lola Basyang: Ang Prinsipeng Mahaba Ang Ilong | Haring Arturo                 | GMA Network |
| 2006      | Encantadia: Pag-ibig Hanggang Wakas                          | Armeo                         | GMA Network |
| 2006      | Captain Barbell                                              | Commander X                   | GMA Network |
| 2006      | Mahiwagang Baul: Alamat ng Bahaghari                         | Haring Gati                   | GMA Network |
| 2006      | Now and Forever: Tinig                                       | Juan Miguel                   | GMA Network |
| 2005      | Encantadia                                                   | Armeo                         | GMA Network |
| 2004      | Te Amo, Maging Sino Ka Man                                   | Amiel                         | GMA Network |
| 2003–2004 | Darating ang Umaga                                           | Jaime Reverente               | ABS-CBN     |
| 2001      | Ikaw Lang Ang Mamahalin                                      | Paolo                         | GMA Network |
| 1986–1996 | That's Entertainment                                         | Ele mesmo                     | GMA Network |

### Cinema
- She's Dating the Gangster (2014)
- Ouija 2 (2012)
- Segunda Mano (2011)
- Siquijor: Mystic Island (2007)
- Moments of Love (2006)
- Tulay (2006)
- inter.m@tes (2004)
- Lapu-Lapu (2002)
- Parehas ang Laban (2001)
- Sgt. Maderazo: Bayad Na Pati Ang Kaluluwa Mo (2001)
- 'Di Ko Kayang Tanggapin (2000)
- Unfaithful Wife 2: Sana'y Huwag Akong Maligaw (1999)
- Armadong Hudas (1998)
- Gangland (1998)
- Guevarra: Sa Batas Ko, Walang Hari(1998)
- Halik ng Bampira (1997)
- Totoy Hitman (1997)
- Bastardo (1997)
- Kapag Nasukol Ang Asong Ulol (1997)
- Ben Balasador: Akin Ang Huling Alas (1996)
- Kanto Boy 2: Anak ni Totoy Guapo (1994)
- Pedrito Masangkay: Walang Bakas Na Iniwan (1994)
- Zaldong Tisoy (1993)
- Alyas Baby Face (1990)
- Kristobal: Tinik Sa Korona (1990)
- Kunin Mo Ang Ulo Ni Ismael (1990)
- Pardina At Ang Mga Duwende (1989)
- One Two Bato Three Four Bapor (1989)
- Anak ng Demonyo (1989)
- Hindi Tao, Hindi Hayop: Adventures of Seiko Jewels (1988)
- Hiwaga sa Balete Drive (1988)
- Ako si Kiko, Ako si Kikay (1987)